# 馬鞍山鋼鉄
馬鞍山鋼鉄股分有限公司（まあんさんこうてつこふんゆうげんこうし）は、中華人民共和国（中国）安徽省馬鞍山市を本拠とする鉄鋼メーカーである。
1993年9月1日成立、同年11月3日から香港証券取引所（H株、コードは323）、翌1994年1月6日から上海証券取引所（A株、コードは600808）に株式を上場している。親会社は国有企業の馬鋼（集団）控股有限公司で、同社が株式の50.47%を保有する。
傘下企業も含めた2010年の生産量は、銑鉄1456万トン・粗鋼1540万トン・鋼材1470万トン。イギリスの金属情報誌メタル・ブリテンによれば、2009年の時点で世界第16位・中国第8位の規模を持つ。鋼板や形鋼、線材、鉄道車両の車輪といった鉄鋼製品を生産する。